# Cytherelloidea beckmanni
Cytherelloidea beckmanni is een mosselkreeftjessoort uit de familie van de Cytherellidae. De wetenschappelijke naam van de soort is voor het eerst geldig gepubliceerd in 1971 door Barbeito-Gonzalez.